# Эрлер-Шнаудт, Анна
Анна Эрлер-Шнаудт (нем. Anna Erler-Schnaudt; 1878 — 1963) — немецкая певица (контральто).
Пела в Мюнхене, Лейпциге, Майнингене (где в 1913 г. была удостоена звания герцогской камер-певицы). Известна, прежде всего, сотрудничеством с Максом Регером начиная с 1906 года. Регер, в частности, посвятил певице масштабное сочинение для голоса с оркестром «К надежде» Op. 124, впервые исполненное ею 12 октября 1912 года. Ей же посвящена песня «Полдень» Op. 76 No. 35. Эрлер также неоднократно выступала в концертах, которыми Регер дирижировал. Кроме того, Эрлер участвовала в премьере Восьмой симфонии Густава Малера 12 сентября 1910 года (партия Марии Египетской).
В дальнейшем преподавала в Высшей школе Фолькванг; среди её учеников, в частности, Марга Хёфген.